# Charles Bougon
Pour les articles homonymes, voir Bougon.
Charles Bougon, né le 4 avril 1779 à Alençon et mort le 12 mars 1851 à Venise, est un médecin et archiatre français, premier chirurgien du roi Charles X, professeur à l’École de Médecine de Paris, connu par le dévouement qu’il a montré au lit de mort du duc de Berry.

## Biographie
Né, rue du Bercail, de Charles-Jacques-Julien Bougon, docteur-médecin, et de Marie-Madeleine Galichet, Bougon a suivi l’enseignement de l’École pratique de dissections, à Paris. Le 9 pluviôse an XII (30 janvier 1804), il a soutenu sa thèse de doctorat en médecine, intitulée Dissertation sur les crises à la Faculté de Paris.
Retourné s’installer, après avoir été chirurgien au 2e régiment d’infanterie légère, dans sa ville natale, il y a pratiqué la médecine pendant tout le Premier Empire. En 1811, lorsque le futur fondateur du saint-simonisme est venu passer quelques mois à Alençon, pour y suivre des procès financiers et philosophiques avec son ancien associé dans de vastes spéculations sur les biens nationaux, le baron de Rédern, Saint-Simon a fait la connaissance du jeune docteur et s’est lié avec lui, au point de lui dédier quelques-unes des lettres philosophiques qu’il composait alors et qui n’ont pas été publiées, mais dont le manuscrit autographe se trouvait dans le cabinet de l’érudit alençonnais Léon de La Sicotière. Il est au nombre des trois personnalités,, avec son confrère Jean Burdin et l’historien Conrad Engelbert Oelsner, à qui Saint-Simon, attribue « une grande partie des idées » qu’il a produites « pendant le cours de la longue carrière » d’élaboration du saint-simonisme, notamment la partie physiologique.

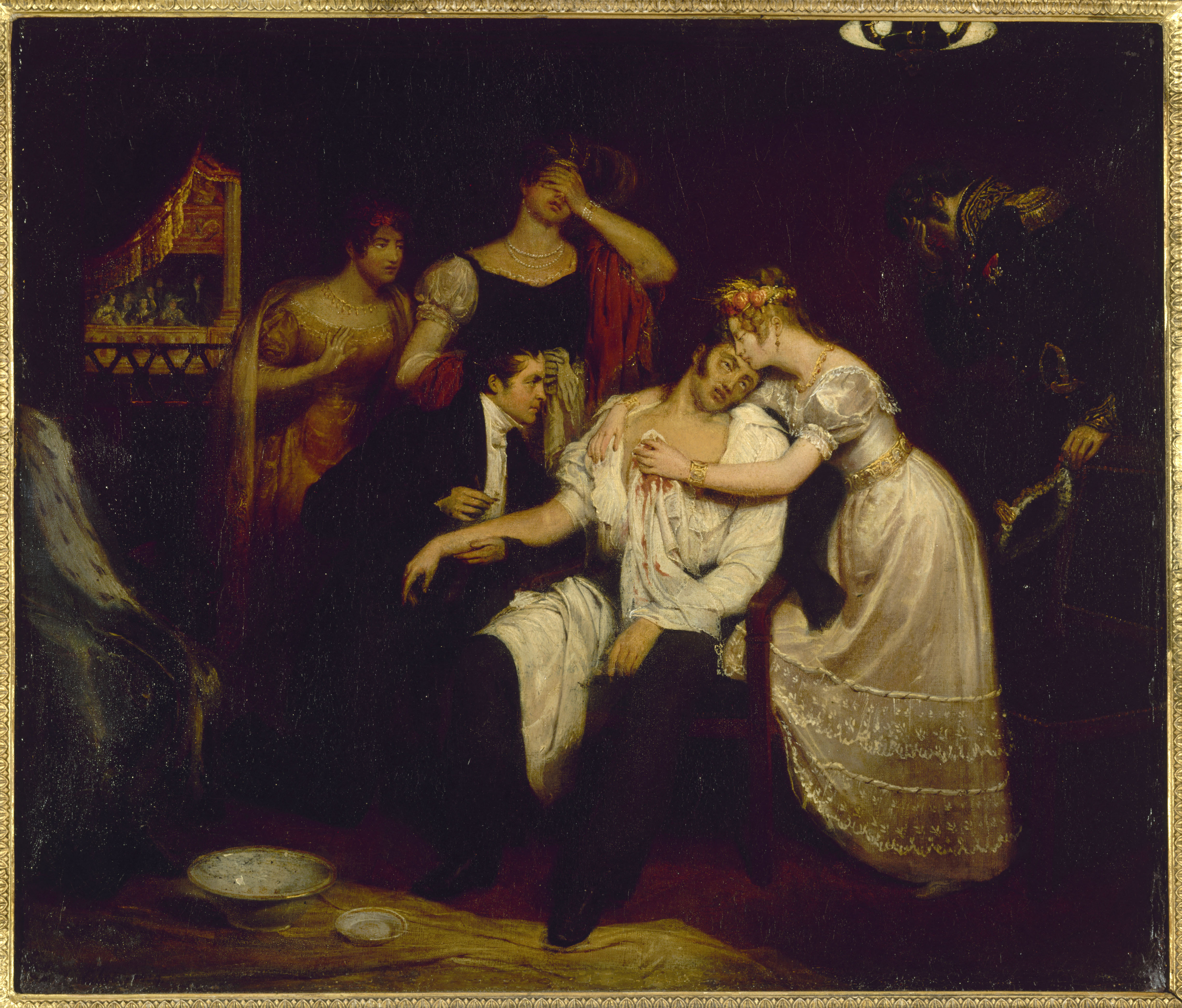
La Mort du duc de Berry, le 13 février 1820, d’Édouard Cibot. Le Dr Bougon est agenouillé à la droite du duc.

À la Restauration, il s’est attaché aux Bourbons et a suivi les Bourbons à Gand, pendant les Cent-Jours, ce dont il a été récompensé, au retour d’exil, par le poste de premier chirurgien ordinaire du comte d’Artois, futur Charles X. Il a, dans cette fonction, montré son dévouement, dans la nuit du 13 février 1820, lors de l’assassinat du duc de Berry par Louvel à la porte de l’Opéra. Blessé à mort, la mort étant longue à venir, le duc de Berry ayant été poignardé par une alêne, on croyait qu’il avait été empoisonné, en attendant l’application des ventouses, il a appliqué sa bouche sur la plaie et pratiqué la succion,. Il sera également l’un des témoins officiels de la naissance du duc de Bordeaux, l’« enfant du miracle ».
Le 27 décembre 1820, à la formation de l’Académie de médecine, il a été compris, dans la première promotion des membres, section de chirurgie, le Roi s’étant réservé le choix de la première liste. Le 2 février 1823, il a été nommé professeur de clinique chirurgicale à l’hôpital de perfectionnement et, en 1825, il est devenu professeur à la Faculté de médecine de Paris, à la chaire de clinique chirurgicale. Ayant remplacé Antoine Dubois, chirurgien consultant de l’Empereur et médecin accoucheur de l’Impératrice, à l’hospice Saint-Côme, il été vivement attaqué,.
Lors de la Révolution de 1830, ardent royaliste, il a suivi de nouveau ses employeurs dans l’exil, en Écosse, en Allemagne, en Italie. Après la mort de Charles X, le 6 novembre 1836 de choléra à Goritz, en Bohème, il est resté attaché au duc et à la duchesse d’Angoulême, restant ensuite auprès du comte de Chambord, pour mourir à son tour en exil.
« Esprit vif, brillant, prodigue, un peu aventureux », il avait épousé, le 11 mai 1809, à Alençon, Marie-Charlotte Le Roy Duviveret, dont il a eu une fille unique. Il était chevalier grand-croix de Saint-Michel et de la Légion d’honneur. Dans ces divers actes, il prend le titre de baron, qui lui avait sans doute été conféré dans l’exil.

## Distinctions
- Chevalier de la Légion d'honneur